# Лелистад (аэропорт)
Аэропорт Лелистад (ИАТА: LEY, ИКАО: EHLE) — аэропорт в Нидерландах в 6,5 км к юго-юго-востоку от города Лелистад. Расположен в провинции Флеволанд. Крупнейший аэропорт авиации общего назначения в Нидерландах. Начал работу в 1971 году, официально открыт в 1973 году. В 1993 году приобретен Schiphol Group. Здесь также расположены лётные школы и авиационный музей Авиодром, в том числе экспонируется настоящий Boeing 747-300, ранее эксплуатировавшийся авиакомпанией KLM.

## История
В 1966 году было принято решение, что новому Флевопольдеру необходим центральный аэропорт. К югу от Лелистада было найдено подходящее место с возможностью будущего расширения. Первые полёты начались в 1971 году, но только в 1973 году был получен официальный статус аэропорта.
Первоначально аэропорт имел травяные ВПП и рулёжные дорожки, но впоследствии выяснилось, что глина не способна выдержать весь трафик и начали образовываться борозды. Из-за плохого содержания поверхности земли аэропорт претерпевал частые закрытия. Для решения проблемы в 1978 году была построена первая рулёжная дорожка с твёрдым покрытием, а в 1981 году — ВПП с твёрдым покрытием. В 1991 году длина ВПП была увеличена до 1250 м с целью привлечения служебных самолётов.
В 1993 году аэропорт приобрела Schiphol Group. В 2003 году из аэропорта Схипхол был переведён музей Авиодром. В 2009 году местная лётная школа «AIS Flight Academy» основала авиакомпанию AIS Airlines, штаб-квартира которой до сих пор располагается в аэропорту Лелистад, однако они не выполняют регулярных рейсов из аэропорта.
В связи с нахождением здесь музея, в аэропорту проводятся различные авиационные мероприятия.

## Перспективы развития
Планируется расширение аэропорта, которое позволит выполнять рейсы из Лелистада бюджетным, чартерным и региональным авиакомпаниям,которые используют такие самолёты как Boeing 737 и Airbus A320. Расширение предполагает строительство более длинной ВПП (2700 м) и площадей, способных обслуживать более крупные самолёты и пассажиропоток от 2 до 7 млн человек. Однако беспокойства по поводу шума от местных жителей, сложная структура воздушного пространства и замедление роста пассажиропотока амстердамского аэропорта Схипхол, разгрузочным аэропортом которого предполагается Лелистад, отложили данные планы.
13 июня 2014 года был опубликован и внесён на обсуждение в Государственный совет Нидерландов проект решения расширения аэропорта Лелистад. 31 марта 2015 года было выдано разрешение на расширение. С 2020 года аэропорт должен выполнять международные рейсы в Южную и Восточную Европу и страны Средиземноморья (Египет, Тунис, Израиль, Турция).
Поскольку Лелистад является крупнейшим аэропортом авиации общего назначения в Нидерландах, Ассоциация владельцев и пилотов воздушных судов (AOPA) обеспокоена тем, что коммерческие авиакомпании окажут отрицательное воздействие на пользователей авиации общего назначения, и предложила строительство новой ВПП, параллельной к существующей и южнее её, чтобы улучшить поток пассажиров.

## Расположение и транспорт
Аэропорт расположен в 4 км южнее от автострады A6.
От железнодорожной станции Лелистад можно доехать автобусом номер 7.